# Štiřínské studánky
Štiřínské studánky je název skupiny pramenů na bezejmenném potoce nacházející se severně od středočeského Štiřína v okrese Praha-Východ. Některé z nich nesou jména, jsou pojmenovány po rodině Ringhofferů. Jedná se o Ringhofferovu studánku a studnu, Dinka Quelle a Kněžskou studánku. V některých studánkách byla voda čerpána a potrubím transportována do Štiřínského zámku, proto se jedná o technickou památku.

## Galerie

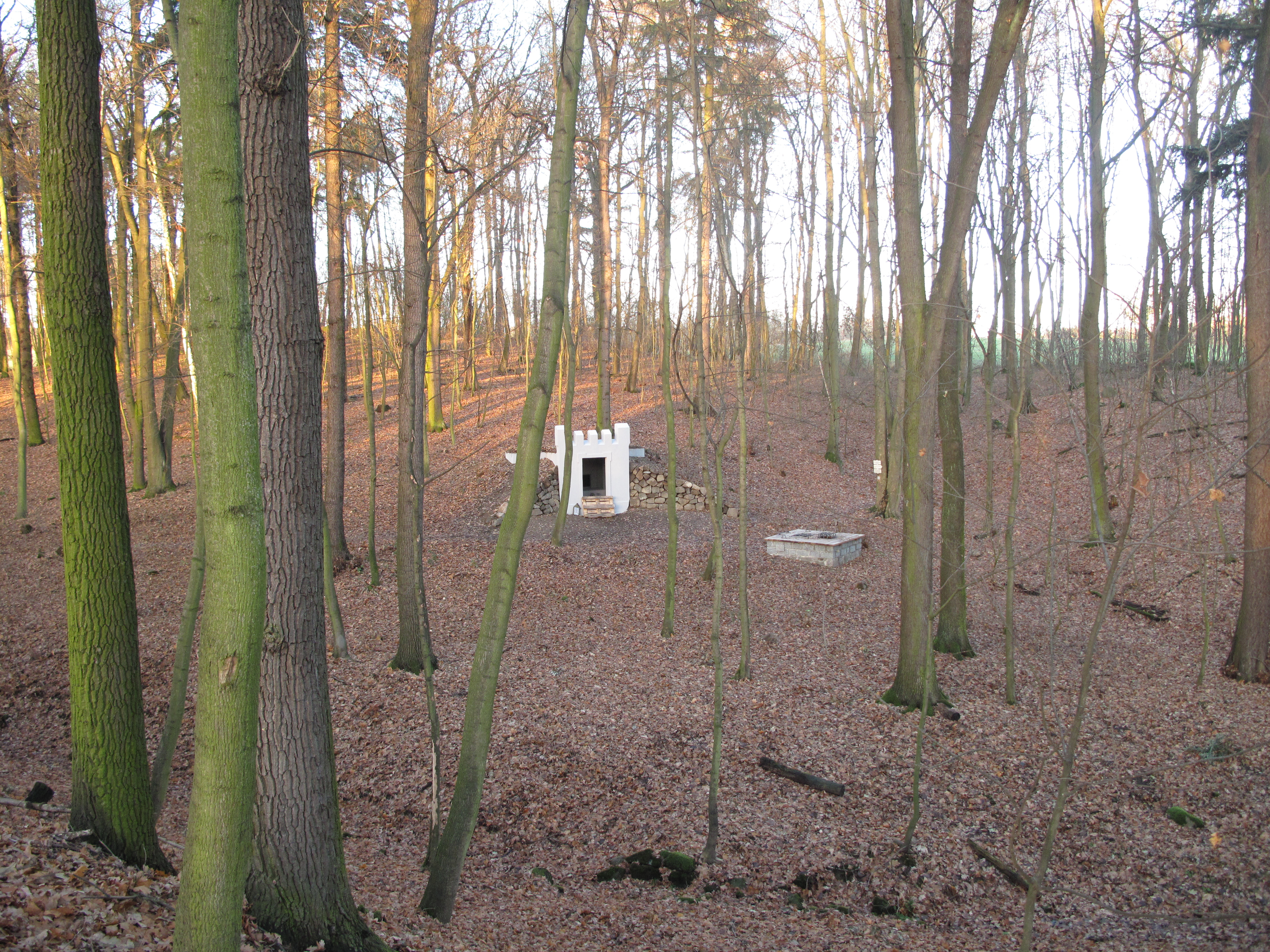
Kněžská studánka (bílá stavba vlevo) a Ringhofferova studna (vpravo)
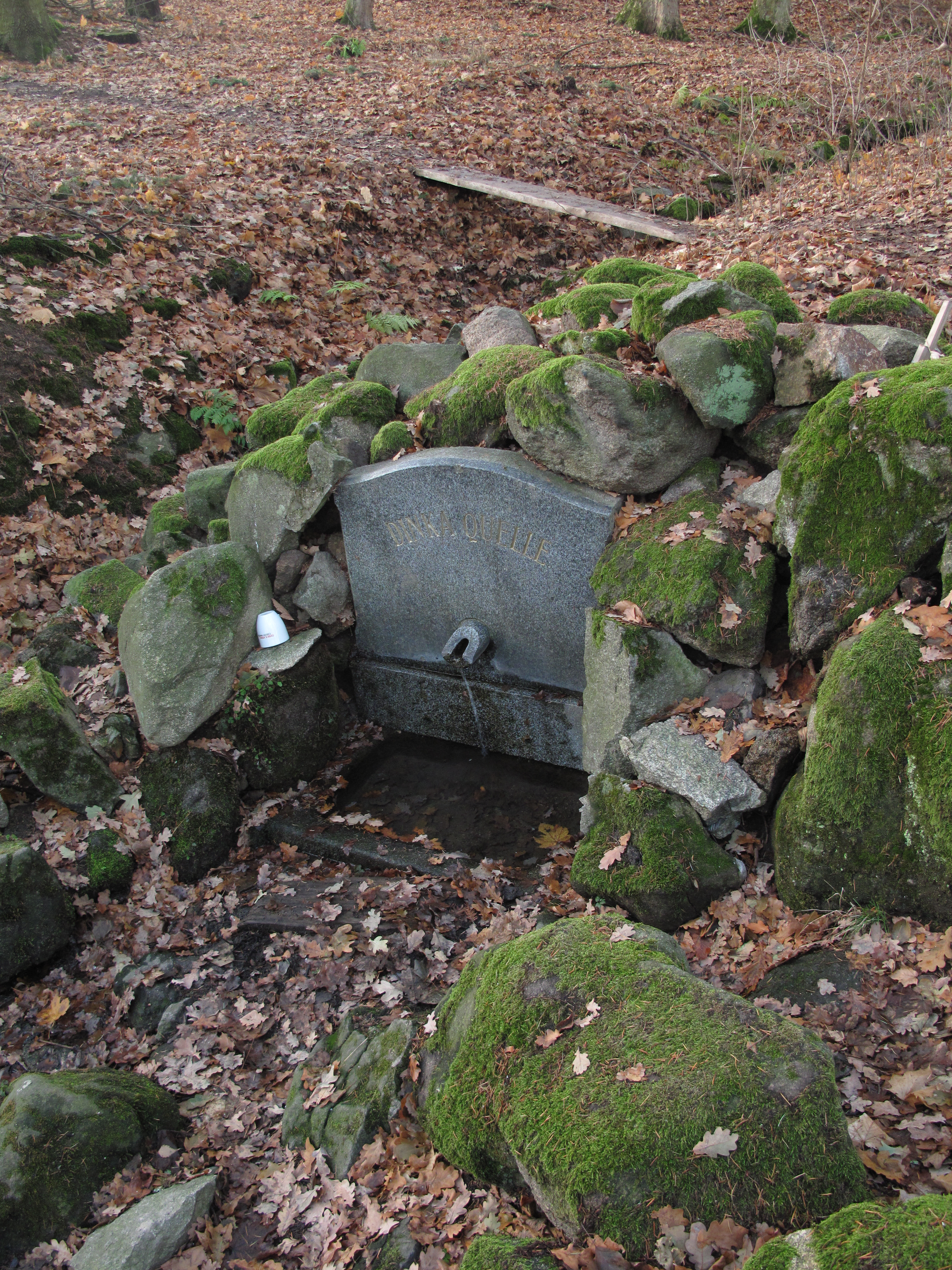
Dinka Quelle
- Dinka Quelle (video)
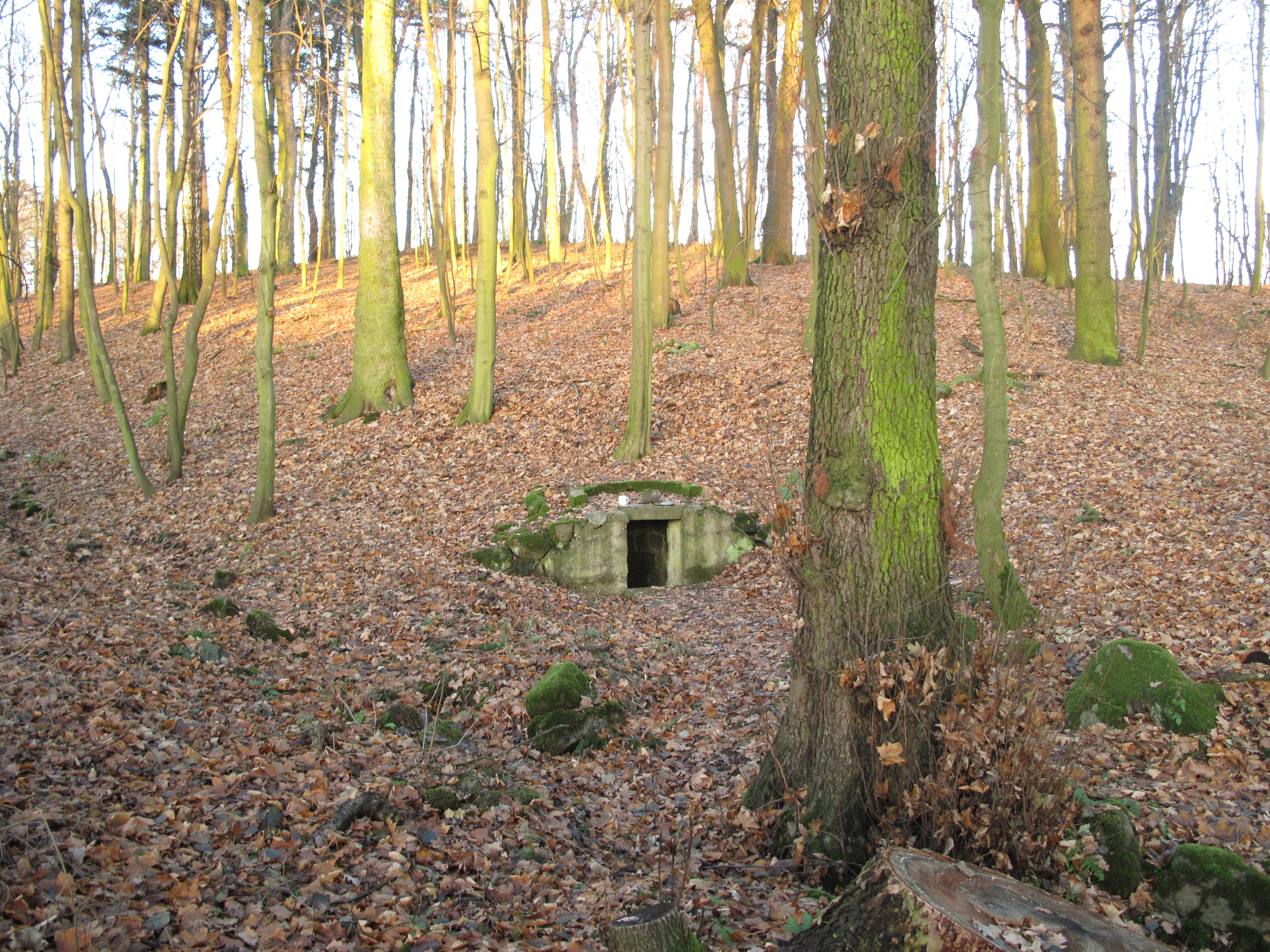
Ringhofferova studánka